# Липоглав
Липоглав (словен. Lipoglav) је насељено место у општини Словенске Коњице, Савињска регија, Словенија.

## Историја
До територијалне реорганизације у Словенији био је у саставу старе општине Словенске Коњице.

## Становништво
У попису становништва из 2011. године, Липоглав је имао 173 становника.
| Број становника према пописима | Број становника према пописима | Број становника према пописима |
| ------------------------------ | ------------------------------ | ------------------------------ |
| 1991                           | 2002                           | 2011                           |
| 165                            | 164                            | 173                            |

Напомена: Настао је спајањем насеља Велики Липоглав и Мали Липоглав, која су укинута.